# .gh
.gh е интернет домейн от първо ниво за Гана. Администрира се от Ghana Network Information Centeris. Представен е през 1995 г.

## Домейни от второ ниво
- com.gh
- edu.gh
- gov.gh
- org.gh
- mil.gh